# Salon du cheval de Paris
Le Salon du cheval de Paris est une manifestation annuelle consacrée au cheval, à l'âne et à l'équitation. Créé en 1972, à la Bastille, sur une idée de Philippe Cart-Tanneur, et longtemps organisé à la porte de Versailles, il se tient depuis 2010 au parc des expositions de Paris-Nord Villepinte. Propriété du Ceneca (Centre National des Expositions et Concours Agricoles), son organisation est déléguée à des prestataires (Comexposium jusqu'en 2019, puis VL Media depuis 2024).
Il propose des ventes d'équipements pour le cheval et le cavalier, un compétition indoor CSI 1* et CSI 3*, des carrières d’animations, de spectacles et compétitions, un village destiné aux enfants, et de nombreux chevaux sont visibles sur place. Le salon accueille les acteurs du monde équestre : marchands d'équipements venus de nombreux pays, éleveurs, écoles d'équitation, haras, organismes de formation, du tourisme équestre, et des institutions comme la Garde républicaine, les haras nationaux, la brigade équestre de la préfecture de police de Paris et la Fédération française d'équitation. De nombreuses démonstrations équestres sont organisées ainsi que des conférences. Les jeunes ont la possibilité de faire des baptêmes.

## Événements
Au programme : du sport de haut niveau avec un CSI 1* et 3*, 160 exposants venus de tous les horizons, des démonstrations, des Masterclass, des présentations de races, un Espace conférence, un Plateau TV, un Pôle Santé et un tout nouveau pôle Western.
La Nuit du Cheval, une soirée magique dédiée à l’art équestre le Vendredi 12 décembre 2025.

Des événements internationaux ont eu lieu durant le salon, dont :
- le Longines Masters de Paris - CSI 5* ;
- le Championnat du monde du cheval arabe ;
- le Masters de voltige CVI**W ;
- le Paris'cup d'attelage ;
- le Paris'cup de Reining ;

## Éditions

### 200736eédition
L'édition 2007 s'est tenue du 1er au 9 décembre 2007 au parc des expositions de la porte de Versailles à Paris.

### 200837eédition
La 37e édition du Salon du cheval de Paris s'est tenue du 6 au 14 décembre 2008 à la porte de Versailles.

### 200938eédition
La 38e édition du Salon du cheval de Paris s'est tenue du 5 au 14 décembre 2009 au parc des expositions de Paris-Nord Villepinte.

### 201039eédition
La 39e édition du Salon du cheval de Paris s'est tenue du 4 au 12 décembre 2010 au parc des expositions de Paris-Nord Villepinte.

### 201140eédition
La 40e édition du Salon du cheval de Paris s'est tenue du 3 au 11 décembre 2011 au parc des expositions de Paris-Nord Villepinte.

### 201241eédition
La 41e édition du Salon du cheval de Paris s'est tenue du 1er au 9 décembre 2012 au parc des expositions de Paris-Nord Villepinte.

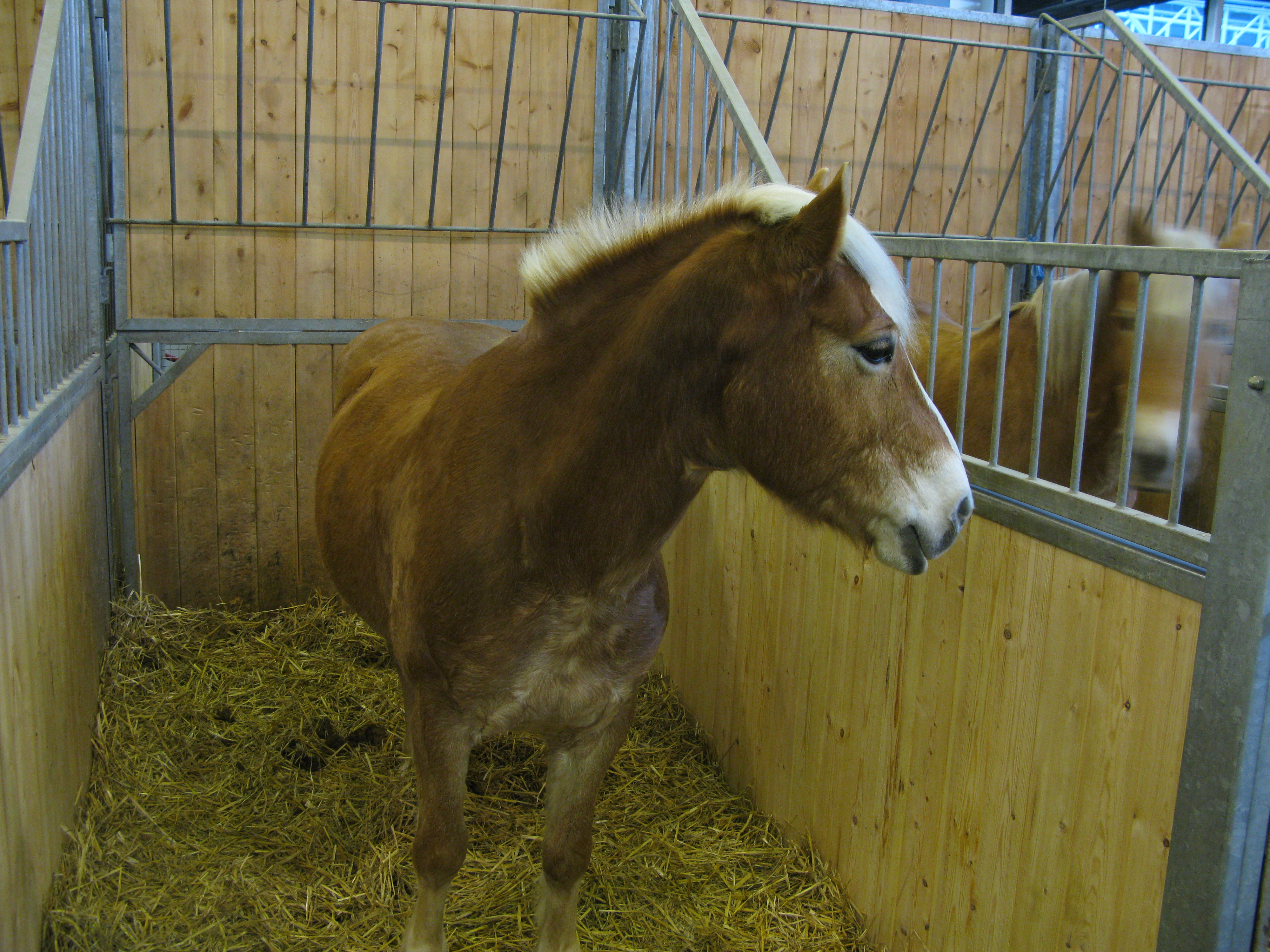
Un haflinger.
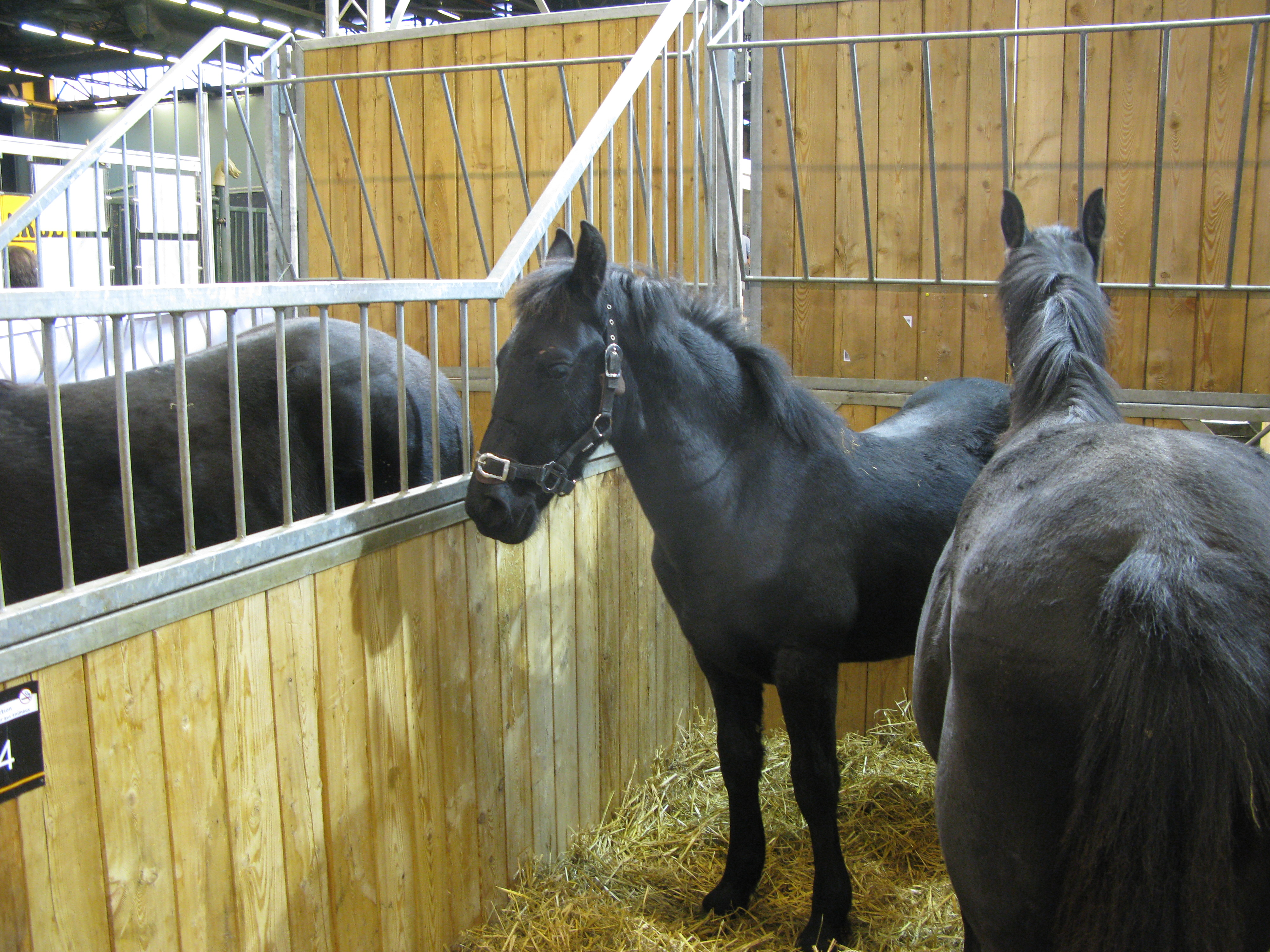
Un Arabo-frison.
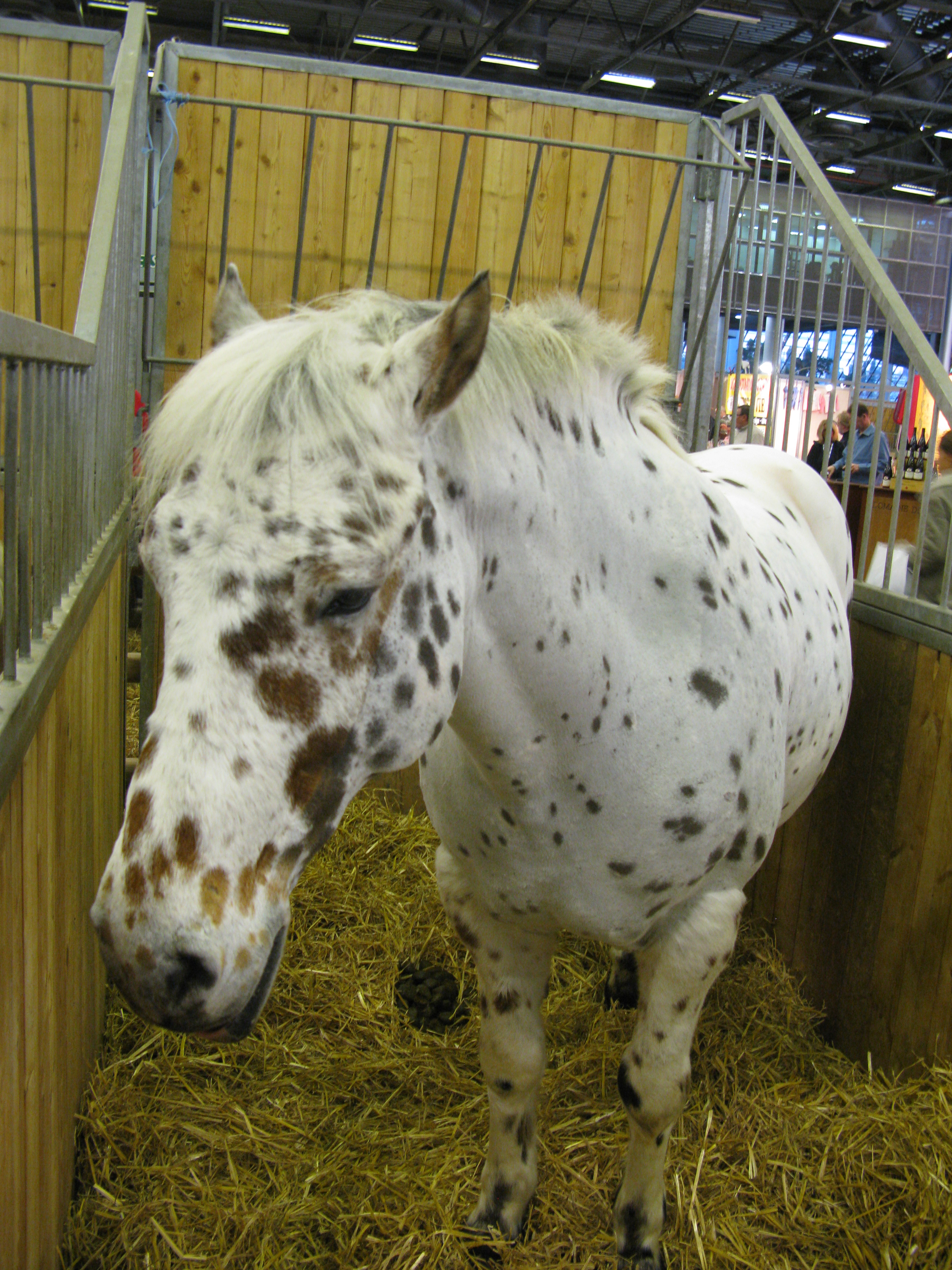
Appaloosa.
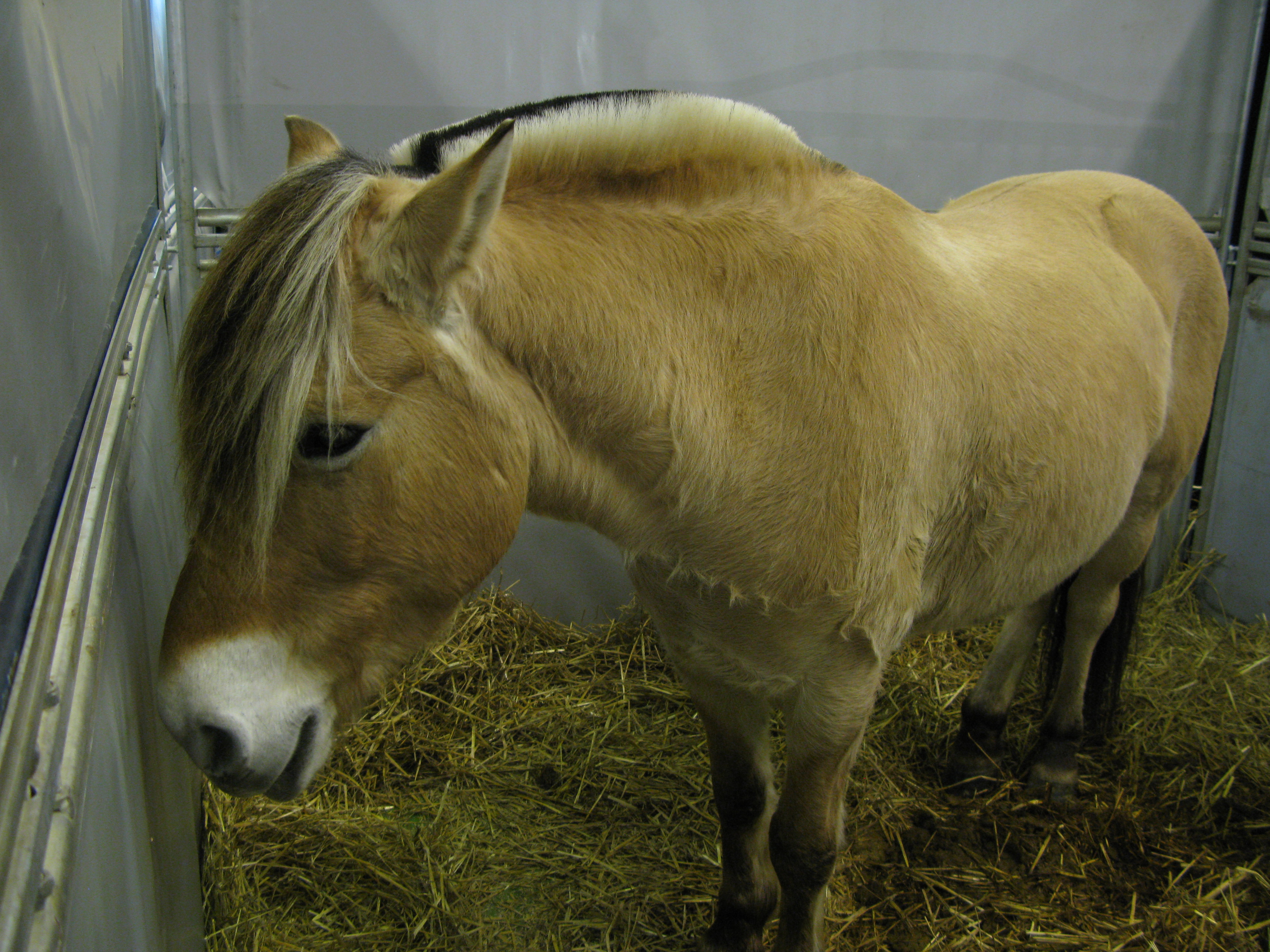
Fjord.

### 201342eédition
La 42e édition du Salon du cheval de Paris s'est tenue du 30 novembre au 8 décembre 2013 au parc des expositions de Paris-Nord Villepinte.

### 201443eédition
La 43e édition du Salon du cheval de Paris s'est tenue du 29 novembre au 7 décembre 2014 au parc des expositions de Paris-Nord Villepinte. Lors de cette édition, la fréquentation du salon est de 186 406 visiteurs.

### 201544eédition
La 44e édition du Salon du cheval de Paris s'est tenue du 28 novembre au 6 décembre 2015 au parc des expositions de Paris-Nord Villepinte. Cette édition est marquée par une faible fréquentation, conséquence des attentats du 13 novembre ayant eu lieu sur la région parisienne quelques semaines plus tôt, ainsi qu'en raison de la tenue de la COP21 au même moment. Le nombre de visiteurs de cette édition est de 144 300, ce qui place le Salon du cheval de Paris en seconde position derrière Equita'Lyon en termes de fréquentation en 2015, le salon lyonnais ayant réussi à attirer 157 000 visiteurs en cinq jours.

### 2024
En 2024, le Salon du cheval de Paris fait son retour après 4 ans d’absence à la Porte de Versailles, porté cette fois-ci par la société VL,.

### 2025
Le Salon du Cheval 2025 revient le 12,13 et 14 décembre 2025 en plein coeur de Paris, à Porte de Versailles.